# Ажа (аул)
Ажа (каз. Ажа, до 1994 г. — Романовка) — аул в Кокпектинском районе Абайской области Казахстана. Входит в состав Кокпектинского сельского округа. Код КАТО — 635030300.

## Население
В 1999 году население аула составляло 403 человека (198 мужчин и 205 женщин). По данным переписи 2009 года, в ауле проживало 268 человек (127 мужчин и 141 женщина).

## Уроженцы
- Вернигор, Виктор Андреевич (1930—2006) — учёный-животновод.